# Magnolia laevifolia
Espèce
Statut de conservation UICN

 DD  : Données insuffisantes
Magnolia laevifolia est une espèce de plantes à fleurs de la famille des Magnoliaceae. C'est un arbuste originaire de Chine.

## Description
C'est un arbuste.

## Répartition et habitat
L'espèce est trouvée en Chine (Yunnan, Sichuan, Guizhou).
Elle vit en milieu subtropical.